# 核異性体転移
核異性体転移（かくいせいたいてんい、英: isomeric transition、ITとも略記）とは、励起された原子核（核異性体）に起こる、ガンマ線の放出を伴う放射性崩壊（ガンマ崩壊）の形式の一種である。

例えば核分裂や核融合、アルファ崩壊やベータ崩壊などの核反応の直後の原子核は、エネルギーの高い励起状態にあることがある。
この励起した原子核（励起核）の持つ余分なエネルギーはガンマ線の放出によって解放され、原子核はよりエネルギーの低い励起状態、あるいはエネルギーが最低の基底状態へと戻る。
この現象は励起後、即時にガンマ線を放出するガンマ崩壊と同じであるが、励起された状態をある程度の時間継続する核異性体が関わると言う点で、通常のガンマ崩壊と区別して核異性体転移と呼ばれる。
放出されたガンマ線は通常そのまま原子外に放射されるが、光電効果により原子内の束縛電子にガンマ線のエネルギーを転移させ、高エネルギー電子として原子からはじき出すこともある。
これはまた、励起核が、原子核内部にも存在確率を有するS殻電子に、励起核のエネルギーを直接受け渡して放出する内部転換とも類似するが、どの束縛電子が放出されるかという点で別のメカニズムであり混同するべきではない。